# 作道雄
作道 雄（さくどう ゆう、1990年10月14日 - ）は、日本の脚本家、映画監督、プロデューサー。大阪府茨木市出身。

## 経歴・人物
2006年　洛南高等学校附属中学校卒業。
2009年　洛南高等学校卒業。
2013年　京都大学法学部卒業。在学中に、劇団月面クロワッサンを旗揚げし、脚本と演出を務める。
2014年　映像プロダクション『株式会社クリエイティブスタジオゲツクロ』を設立、代表取締役に就任。
2018年　長編映画『神さまの轍-CHECKPOINT OF THE LIFE-』が全国公開され、商業映画監督デビュー。
2019年　脚本を手掛けた映画、『いのちスケッチ』が全国公開された。
2022年　脚本を手掛けた、ドラマ『ペットにドはまりして、会社辞めました』がNHKにて放送、映画『ALIVEHOON アライブフーン』が全国公開。監督・脚本を手掛けたVRアニメーション『Thank you for sharing your world』が、第79回ヴェネティア国際映画祭のVR部門コンペティション「VENICEIMMERSIVE」にノミネート・正式招待される。
2025年　1月17日に監督・脚本を手掛けた映画『君の忘れ方』が全国公開予定。

## 主な作品

### テレビドラマ
- 『ノスタルジア』[1]（KBS京都、2013年7月 - 9月）- 脚本・演出・プロデューサー
- 『ショート・ショウ』[2]（KBS京都、2014年4月 - 6月）- 脚本・演出・プロデューサー
- 『ショート・ショウ２』[3]（KBS京都、2015年1月 - 3月）- 脚本・演出・プロデューサー
- 『おしえて!家電の神様』（BS11、2016年第23話）- 脚本
- 『1979 はじまりの物語　～はんだ山車まつり誕生秘話～』[4]（CAC、2020年4月 - 2021年3月）- 脚本・演出
- 『ペットにドはまりして、会社辞めました』（NHK、2022年3月22日）- 脚本

### webドラマ
- 『フェイク・ショウ』[5]（2015年）- 脚本・演出・プロデューサー
- 『ソフトクリーム探偵』[6]（2017年）- 脚本・演出

### ラジオドラマ
- 『西村雅彦のドラマチックな課外授業』[7]（富山エフエム放送、2016年）- 脚本

### 映画
- 『縄文霊』（ゆうばり国際ファンタスティック映画祭上映、2015年）- 脚本
- 『マザーレイク』（「マザーレイク」製作委員会、2016年）- 脚本
- 『神さまの轍-CHECKPOINT OF THE LIFE-』（2018年）- 監督・脚本・プロデューサー[8]
- 『いのちスケッチ』（「いのちスケッチ」製作委員会、2019年）- 脚本
- 『鬼ガール!!』（「鬼ガール!!」製作委員会、2020年）- 脚本
- 『光を追いかけて』（「光を追いかけて」製作委員会、2021年）- 脚本
- 『1979 はじまりの物語』（CAC、2022年）- 監督・脚本
- 『ALIVEHOON アライブフーン』（「アライブフーン」製作委員会、2022年）- 脚本
- 『君の忘れ方』（映画「君の忘れ方」製作委員会、2024年）‐ 監督・脚本